# Trudy Stevenson
Lottie Gertrude "Trudy" Stevenson (nhũ danh Bevier; 16 tháng 9 năm 1944 - 24 tháng 8 năm 2018) là một đại sứ và cựu chính trị gia người Zimbabwe. Bà là một thành viên của Quốc hội của Harare North trong Quốc hội Zimbabwe. Bà cũng là một thành viên sáng lập Phong trào Dân chủ Thay đổi (MDC) của Zimbabwe, và là người phụ nữ da trắng đầu tiên được bầu vào MDC National Executive.
Stevenson sinh ra tại Hoa Kỳ, và theo học tại Wymondham College ở Anh từ 1955 đến 1962. Bà có bằng Cử nhân (tiếng Pháp và tiếng Ý, danh dự chung) của Đại học Reading và bằng Cao học về Giáo dục của Đại học Zimbabwe. Bà sống ở Uganda trong những năm 1970, trước khi chạy trốn khỏi chế độ Idi Amin. Bà chuyển đến Zimbabwe năm 1980 và trở thành công dân Zimbabwe năm 1990.
Bà từng là thư ký quốc gia về chính sách và nghiên cứu của MDC cho cả MDC gốc và trong một nhóm nhỏ hơn của MDC. Bà được trích lời nói rằng "Mugabe không làm tôi sợ, tôi cảm thấy nhiệm vụ của tôi là phải đứng lên vì quyền lợi của tất cả mọi người." Vào tháng 7 năm 2006, sau khi tham dự một cuộc họp chính trị ở vùng ngoại ô Harare của Mabvuku, Stevenson đã bị tấn công và bị thương panga ở sau cổ và đầu. Sự lãnh đạo của phe đối lập của MDC ngay lập tức tuyên bố rằng cuộc tấn công được thực hiện bởi các chiến binh ZANU. Tuy nhiên, trong khi hồi phục trong bệnh viện, Stevenson đã xác định một cách tích cực những kẻ tấn công bà, thực ra, là thành viên của phe MDC-T, được dẫn dắt bởi Morgan Tsvangirai.
Năm 2009, Stevenson được bổ nhiệm làm Đại sứ Zimbabwe tại Senegal. Bà đã tiếp tục làm đại sứ cho Senegal và Gambia sau sự sụp đổ của chính phủ bao gồm nhiều thành phần.